# مهدي مرياح
مهدي مرياح، من مواليد 5 يونيو 1979 في تونس، لاعب كرة قدم تونسي.
و هو يلعب مع النادي الإفريقي.
و هو يلعب مع منتخب تونس لكرة القدم.

## روابط خارجية
- مهدي مرياح على موقع الاتحاد الدولي (مؤرشف)  (الإنجليزية)
- مهدي مرياح على موقع قاعدة بيانات كرة القدم.إي يو (الإنجليزية)
- مهدي مرياح على موقع ناشيونال فوتبول تيمز (الإنجليزية)
- مهدي مرياح على موقع كووورة